# Orthomorpha bipunctata
Orthomorpha bipunctata är en mångfotingart. Orthomorpha bipunctata ingår i släktet Orthomorpha och familjen orangeridubbelfotingar. Inga underarter finns listade i Catalogue of Life.